# Van erődje
Van erődje (törökül Van Kalesi, kurdul Kela Wanê, örményül Վանի Բերդ) hatalmas kőerődítmény, mely az ókori Urartu királyság területén épült az i. e. 9.–7. században, az állam i. e. 9. századi fővárosa, Tuspa erődjeként. Ez a legnagyobb ilyen típusú építmény a világon. Ma Törökország Van tartományában áll, Van városától nyugatra, a Van-tótól keletre. Az erőd alsó falai bazaltból épültek, habarcs nélkül, a magasabb részei vályogtéglából.
Ehhez hasonló erődök Urartu-szerte épültek, rendszerint domboldalakon és sziklákon, elsődleges céljuk nem az idegen hadseregek elleni védelem, hanem a terület ellenőrzése volt. A történelem folyamán médek, Akhaimenidák, örmények, pártusok, rómaiak, Szasszanida perzsák, bizánciak, arabok, szeldzsukok, Szafavidák, Afsaridák, oszmánok és oroszok fennhatósága alatt is álltak, ma Örményország, Törökország és Irán határvidékén helyezkednek el.

## Xerxész felirata

I. Xerxész felirata az erőd közelében

Az erőd közelében I. Xerxész egy tipikus, háromnyelvű felirata látható a sziklába vésve, 20 méterrel a földfelszín felett. A felirat az i. e. 5. században készült, egy falfülkében, amelyet még Xerxész apja, I. Dareiosz alakított ki. A felirat, amely csaknem tökéletes állapotban  maradt fenn, három oszlopban 27 sorból áll, óperzsa, akkád és elámi nyelven. Ez az egyetlen ismert Akhaimenida királyi felirat, amely a mai Iránon kívül található; a többi hasonló ékírásos felirat többnyire csak vezetett turistacsoportok számára elérhető.

„„Nagy isten Ahuramazda, az istenek legnagyobbika, aki teremtette ezt a földet, aki létrehozta fenn az eget, aki megalkotta az embert, aki boldogságot teremtett az embernek, aki királlyá tette Xerxészt, egy királlyá mind fölött, egy uralkodóvá mind fölött.

Én vagyok Xerxész, a nagy király, a királyok királya, mindenféle nép királya, bárhonnan származnak is; királya ennek a széles nagy földnek, az Akhaimenida, Dareiosz király fia.

Így szól Xerxész király: Dareiosz király, az én atyám, Ahuramazda kegyelméből sok mindent épített, ami jó, és ő adott parancsot ennek a falfülkének a kiásására, de mivel ő nem íratott ide feliratot, én parancsot adtam rá, hogy írjanak.

Ahuramazda és a többi istenek óvjanak engem, királyságomat és mindazt, amit létrehoztam.””

Amikor Eugène Burnouf 1836-ban közzétette ezt a szöveget, rájött, hogy szerepel benne I. Dareiosz szatrapiáinak listája (melyet I. Xerxész majdnem ugyanúgy elismétel), így azonosítani tudott benne harminc betűt (nagy részét helyesen). Burnouf a vani háromnyelvű feliratnak ezzel az olvasatával nagy mértékben hozzájárult az óperzsa ékírás megfejtéséhez.

## Galéria

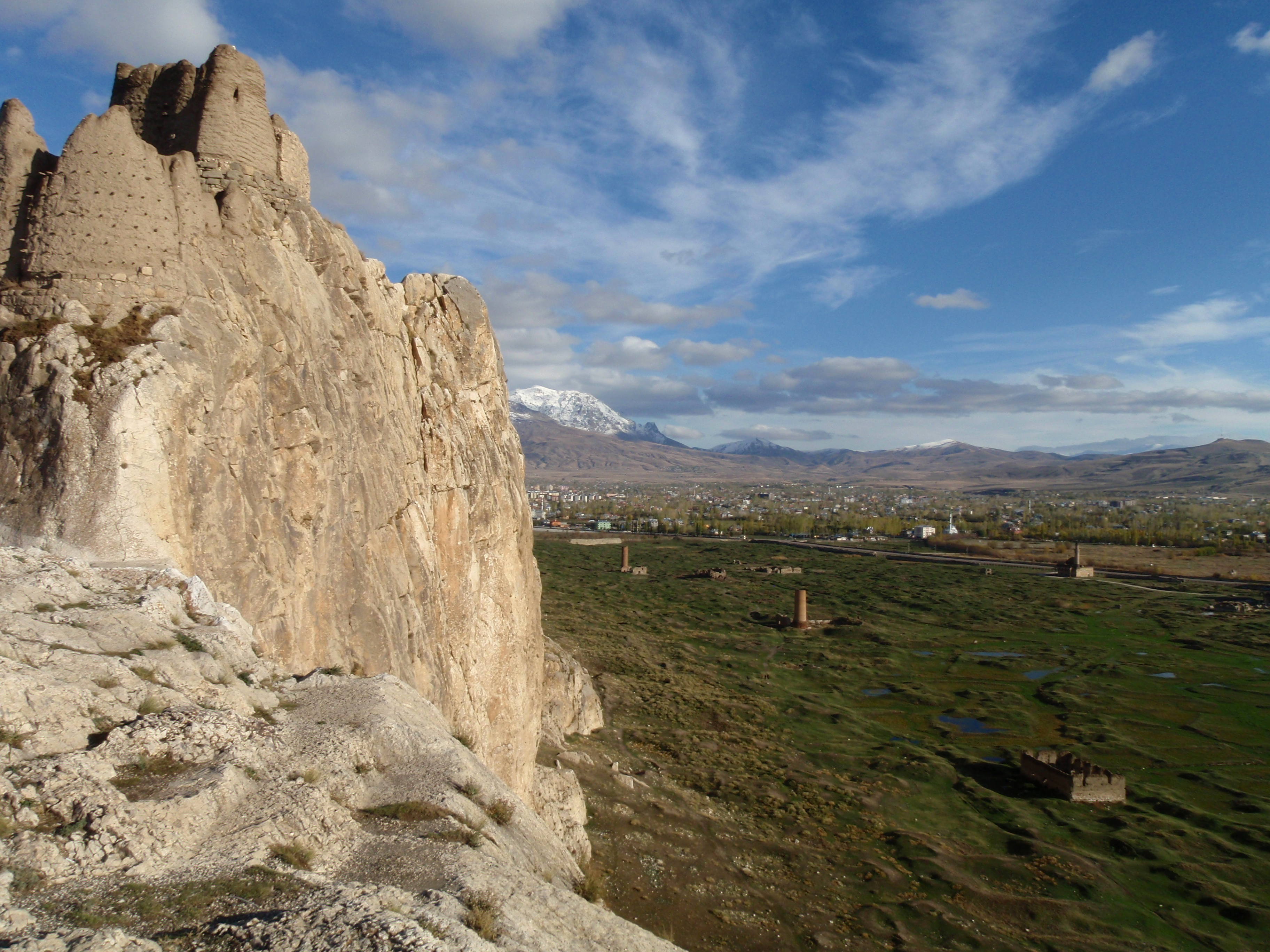
A vár és alatta Tuspa romjai
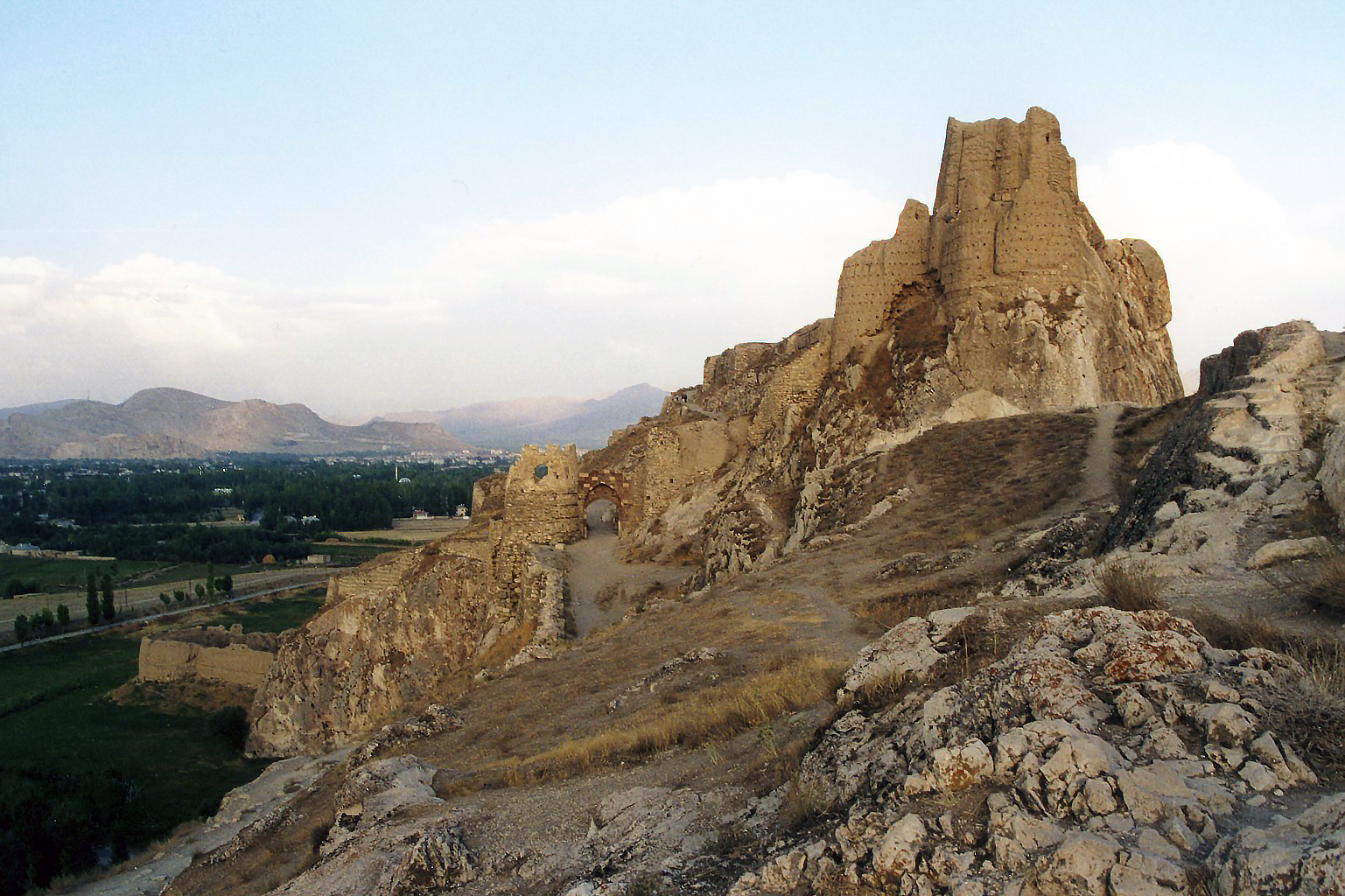
A vár
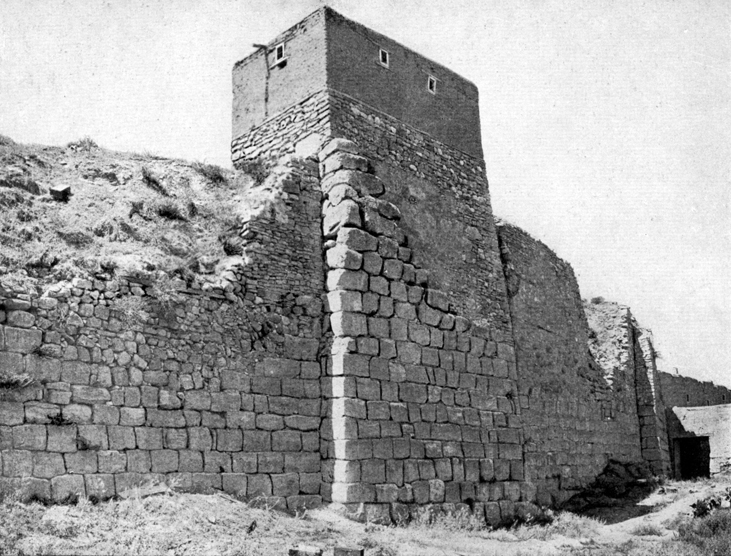
Az erőd falai (Orosz Régészeti Társaság, 1916)
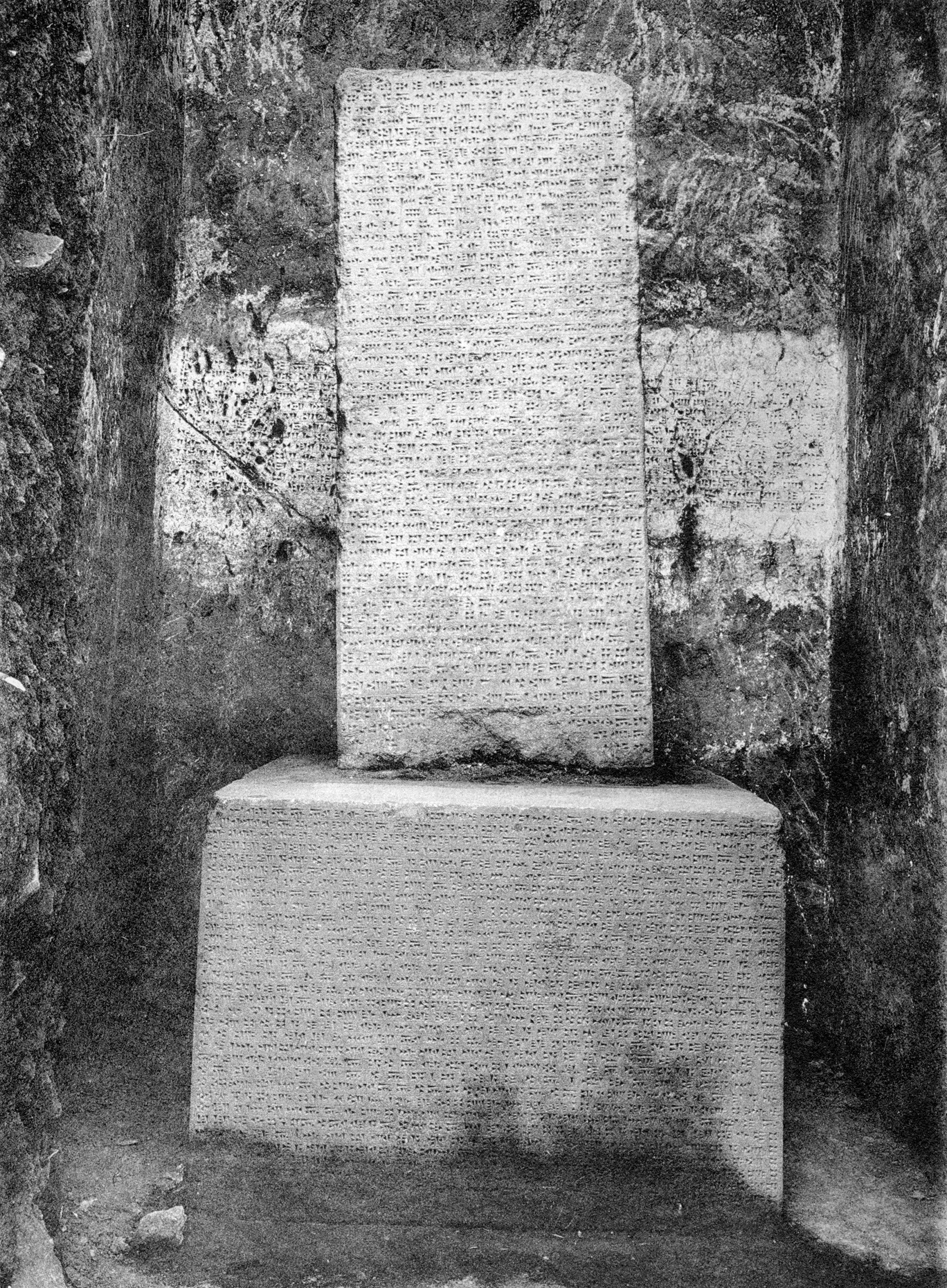
Szarduri évkönyvei (1915)
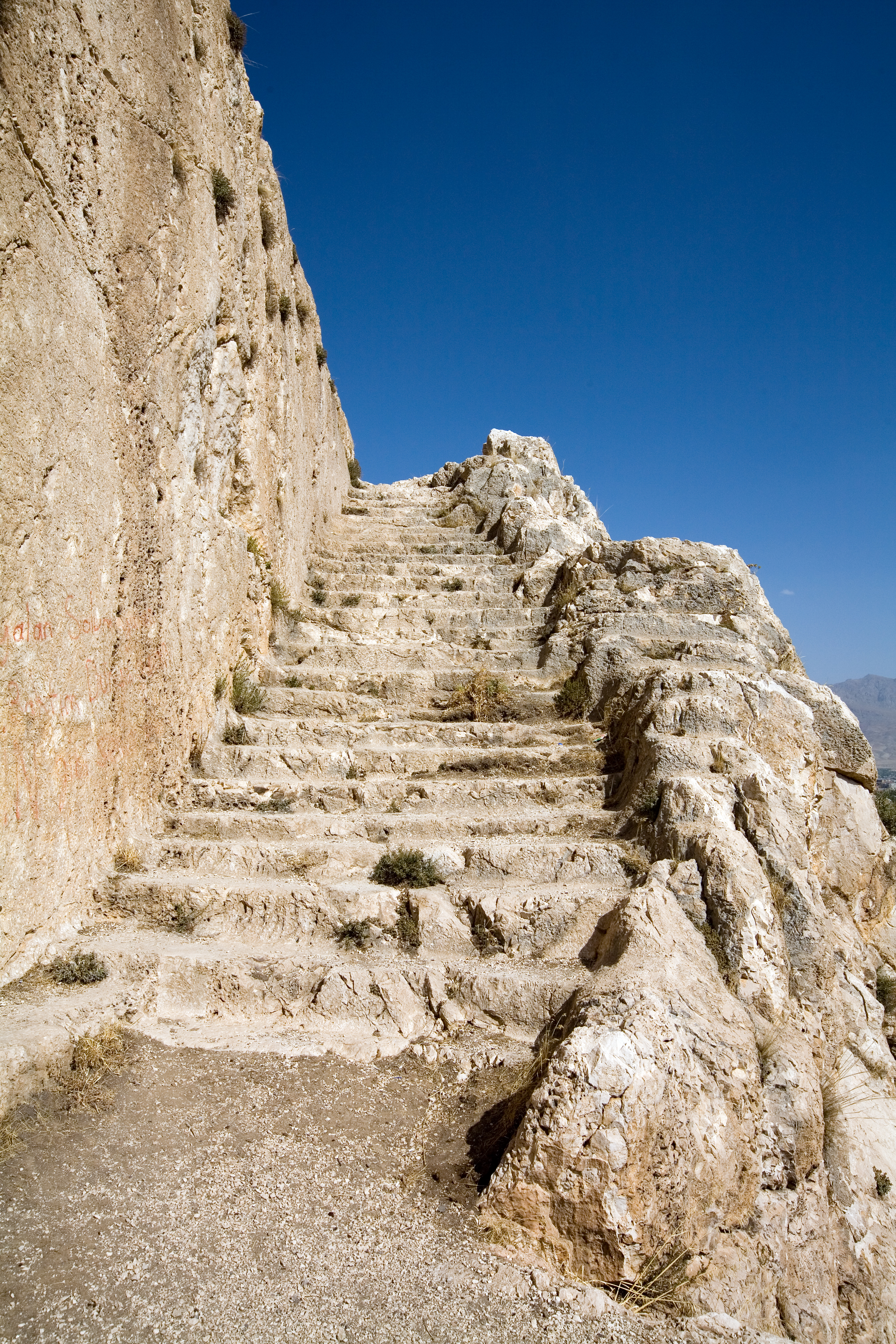
Lépcsők a várban

## Fordítás
- Ez a szócikk részben vagy egészben  a   Van Fortress című angol Wikipédia-szócikk ezen változatának fordításán alapul.  Az eredeti cikk szerkesztőit annak laptörténete sorolja fel. Ez a jelzés csupán a megfogalmazás eredetét és a szerzői jogokat jelzi, nem szolgál a cikkben szereplő információk forrásmegjelöléseként.

## Külső hivatkozások
- Cuneiform Inscription at Van Archiválva 2016. március 3-i dátummal a Wayback Machine-ben
- Extensive picture site of the Kale area and the old town